# Achiroides
Achiroides är ett släkte av fiskar. Achiroides ingår i familjen tungefiskar.
Kladogram enligt Catalogue of Life:
| Achiroides | \| \| Achiroides leucorhynchos \| \| \| \| \| \| Achiroides melanorhynchus \| \| \| \| |
|            | \| \| Achiroides leucorhynchos \| \| \| \| \| \| Achiroides melanorhynchus \| \| \| \| |
|            | Achiroides leucorhynchos                                                               |
|            |                                                                                        |
|            | Achiroides melanorhynchus                                                              |
|            |                                                                                        |